# La Dépêche disparue
Pour plus de détails, voir Fiche technique et Distribution.
La Dépêche disparue (en russe : Пропа́вшая гра́мота, Propavshaya gramota) est un long métrage d'animation soviétique sorti en 1945 et dont le scénario s'inspire de la nouvelle de même titre de Gogol incluse dans le recueil Les Soirées du hameau (1830-1832).

## Synopsis
Un cosaque se rend à Saint-Pétersbourg pour remettre une lettre à la tsarine. Il se heurte à de nombreux obstacles, mais parvient néanmoins à mener sa mission à bien.

## Fiche technique
- Titre : La Dépêche disparue
- Réalisation : Valentina Brumberg, Lamis Bredis et Zinaïda Brumberg
- Scénario : Valentina Brumberg, Zinaïda Brumberg et Zinovi Kalik (ru)
- Animateurs de clés : Evgueni Migounov (ru), Anatoli Sazonov (ru)
- Intervallistes : Lamis Bredis, Roman Davydov, Boris Dezhkine (ru), Faïna Epifanova (ru), Nikolaï Fiodorov (ru), Nadejda Privalova (ru), Piotr Repkine (ru), Lev Popov, Tatiana Fioorova, Guennadi Filippov, Nina Mindovskaïa
- Son : Nikolaï Priloutski (ru)
- Musique : Sergueï Vassilenko
- Production : Soyuzmultfilm Studio
- Durée : 43 minutes
- Sortie : 1945

## Voix
- Vassili Katchalov : Narrateur
- Sergueï Martinson : Sorcière
- Leonid Pirogov (ru) : Scribe
- Mikhaïl Yanchine : Cosaque Vassil
- Boris Livanov : Zaporozhets

## Divers
- Le film n'a pas été distribué en France.
- En anglais, son titre est tantôt A Disappeared Diploma, tantôt The Lost Letter.

## Adaptation
Une autre adaptation La Dépêche disparue de cette nouvelle a été réalisée en 1972 par Boris Ivtchenko. La bande originale du film comporte la fameuse Marche Zaporogue.